# Pumi
Pour l’article homonyme, voir Pumi (chien).

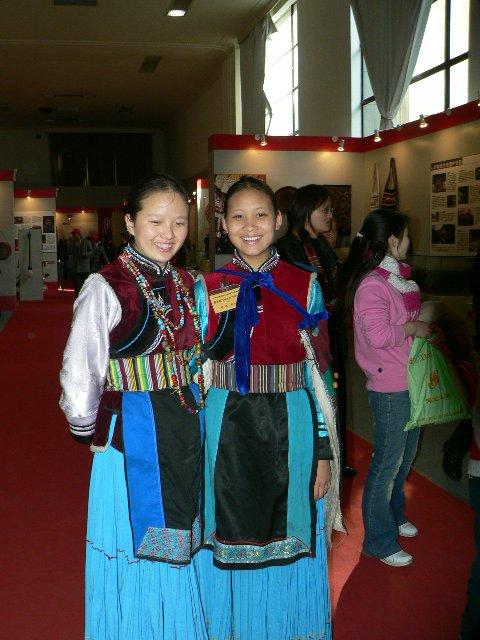
Jeunes femmes pumi

Les Pumi (chinois : Pumizú) sont un groupe ethnique. Ils constituent l'un des 56 groupes ethniques officiellement identifiés par la république populaire de Chine. Ethniquement reliée au Qiang, leur population de plus de 30 000 individus se retrouve principalement au Yunnan et au Sichuan, notamment dans les préfectures et districts de Lanping, de Lijiang, de Weixi et de Yongsheng, et le district autonome Yi de Ninglang, bon nombre d'entre eux se sont installés dans des altitudes plus élevées. Ceux du Sichuan vivent dans le district autonome tibétain de Muli et de Yanyuan.

## Langue écrite

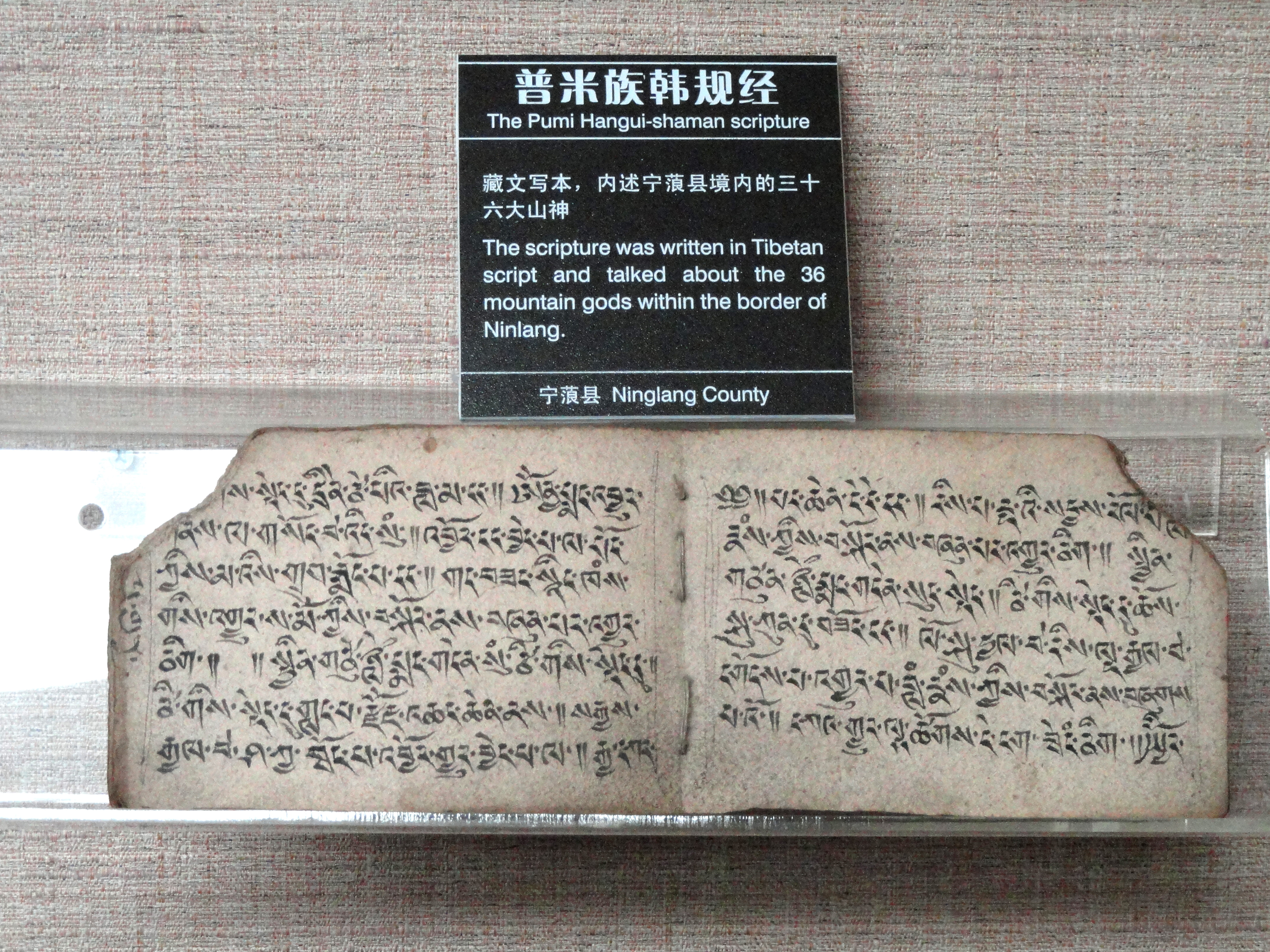
Manuscrits pumi au Village des nationalités du Yunnan

La langue des Pumi appartient à la famille tibéto-birmane. Dans le passé, on a noté que la langue des Pumi dans les régions de Muli et de Ninglang employait des caractères tibétains principalement pour des buts religieux. Actuellement, les Pumi emploient les caractères chinois et latins.

## Religion
Du fait qu'ils avaient de nombreux contacts avec le peuple tibétain depuis des temps très anciens, et pendant la période bouddhiste, le Pumi avait pratiqué principalement l'Animisme et l'adoration des ancêtres, une religion localement connu comme Zanbala.
Cependant, du fait qu'ils avaient de nombreux contacts avec le Tibet, une proportion significative a adopté le bouddhisme tibétain des écoles Gelugpa et Kagyupa. une bonne partie de que ceux-là sont dans le Sichuan.

## Histoire
Les Pumi ont le plus long chemin décelable de migration[réf. nécessaire] que n'importe quel groupe de minorité en Chine. À l'origine, ce peuple était des nomades habitant le plateau Tibétain (ou plateau Qinghai-Tibet), plus tard au IVe siècle av. J.-C., ils se sont déplacés dans des secteurs plus chauds le long des vallées de la montagne de Hengduan. Ensuite au VIIe siècle, ils se sont déplacés au nord de Sichuan, et au XIVe siècle au nord-ouest du Yunnan. Bon nombre d'entre eux se sont sédentarisés pour devenir fermiers.
Ils sont organisés au sein du Tusi de Muli de 1648 à 1952. Ce tusi a été visité et décrit par Joseph Rock et Alexandra David-Néel. Il a également inspiré James Hilton pour son Shangri-La.

## Culture

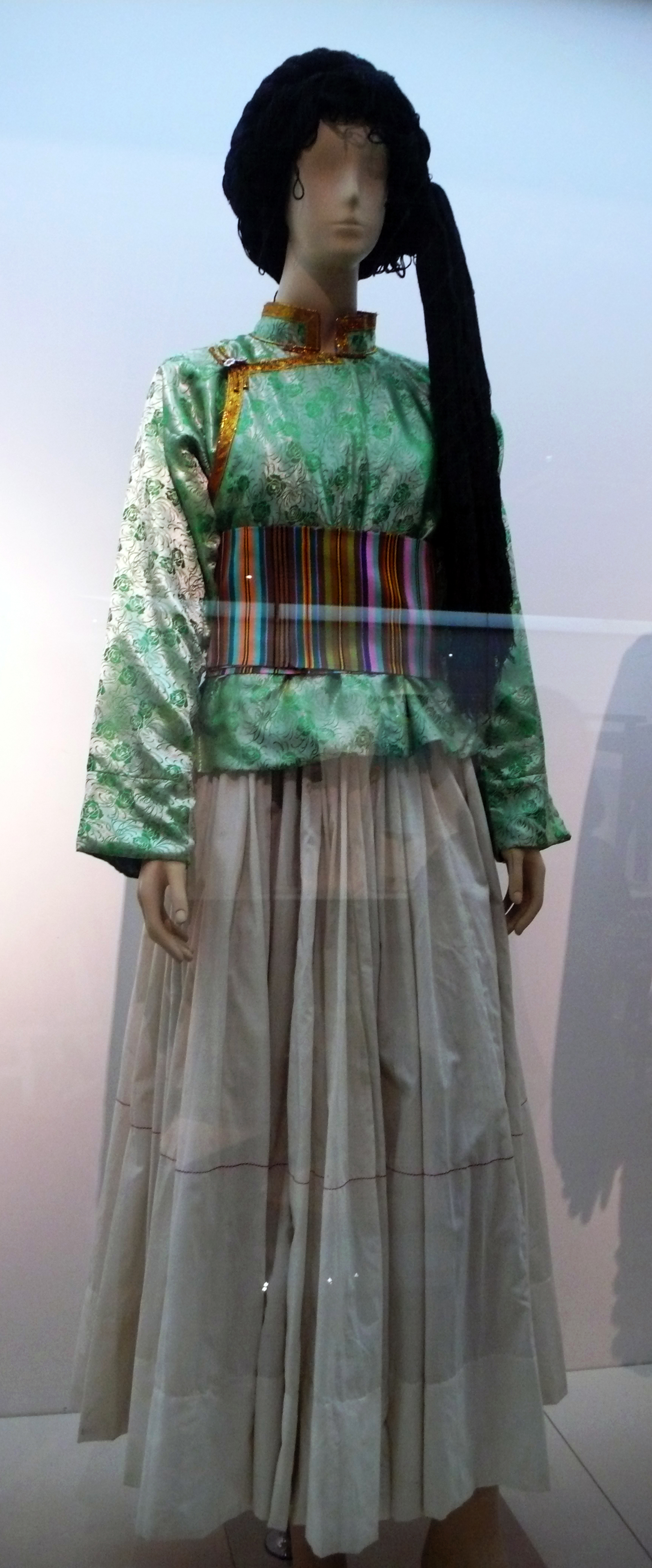
costume féminin pumi

En raison de leurs origines, les Pumi sont culturellement influencés par les Tibétains. La nouvelle année lunaire est également célébrée les quinze premiers jours de la nouvelle année du calendrier lunaire. Losar, le nouvel an tibétain, est aussi bien célébré par certains.
Dans Ninglang et Yongsheng, les femmes des Pumi portent souvent des vestes avec des boutons en bas d'un côté, des jupes longues et plissées et des ceintures larges multicolores. En raison du froid, une peau de chèvre est drapée au-dessus de leurs dos.
Comme les Tibétains, les femmes de Pumi tressent leurs cheveux avec des poils de queue de yaks et des fils de soie. Quand elles sont plus âgées, leurs têtes sont enveloppées dans de grands tissus. Les riches sont ornés de bijoux, tels que des boucles d'oreille et des bracelets en argent.
Les hommes de Pumi ont tendance à porter une peau de chèvre ou des vestes de toile avec de longs pantalons, accompagnée du chapeau tibétain. Les chasseurs et les guerriers portent généralement une longue épée tibétaine et des sacs en peau.

## Organisation sociale
En raison du froid et de la proximité avec le Tibet, le style de vie des Pumi ressemble étroitement à celui des Tibétains. D'une façon générale, les Pumi ont une société monogame, bien que la polyandrie soit acceptée. Dans le  Yongsing, les Pumi continuent à suivre un système matriarcal lié au système de mariage Azhu, qui signifie littéralement l'amitié.
Ils mènent un style de vie agricole, récoltant le maïs, leur aliment principal, mais également des légumes et des fruits tels que le chou chinois, les carottes, l'aubergine et les melons.